# پارک ملی تارخانکوتسکی
پارک ملی تارخانکوتسکی (انگلیسی: Charming Harbor National Nature Park) یک پارک ملی حفاظت‌شده در شبه‌جزیره کریمه کشور اوکراین است.